# Olympische Sommerspiele 2020/Leichtathletik – 4 × 400 m (Männer)
Die 4-mal-400-Meter-Staffel der Männer bei den Olympischen Spielen 2020 in Tokio wurde am 6. August 2021 (Vorläufe) und am 7. August 2021 (Finale) im Nationalstadion ausgetragen.
Olympiasieger wurden die Vereinigten Staaten in der Besetzung Michael Cherry (Finale), Michael Norman (Finale), Bryce Deadmon und Rai Benjamin (Finale) sowie den im Vorlauf außerdem eingesetzten Trevor Stewart, Randolph Ross und Vernon Norwood.
Silber gewann die Staffel der Niederlande mit Liemarvin Bonevacia (Finale), Terrence Agard, Tony van Diepen und Ramsey Angela sowie dem im Vorlauf außerdem eingesetzten Jochem Dobber.
Bronze ging an Botswana (Isaac Makwala, Baboloki Thebe, Zibane Ngozi, Bayapo Ndori).
Auch die in den Vorläufen eingesetzten Läufer aus den USA und den Niederlanden erhielten jeweils entsprechendes Edelmetall. Rekorde dagegen standen nur den tatsächlich eingesetzten Athleten zu.

## Aktuelle Titelträger
| Olympiasieger                         | USA        | 2:57,30 min | Rio de Janeiro 2016 |
| Weltmeister                           | USA        | 2:56,17 min | Eugene 2022         |
| Europameister                         | Belgien    | 2:59,47 min | Berlin 2018         |
| Nord-/Zentralamerika-/Karibik-Meister | USA        | 3:00,60 min | Toronto 2018        |
| Südamerikameister                     | Kolumbien  | 3:04,04 min | Lima 2019           |
| Asienmeister                          | Japan      | 3:02,94 min | Doha 2019           |
| Afrikameister                         | Kenia      | 3:00,92 min | Asaba 2018          |
| Ozeanienmeister                       | Australien | 3:08,67 min | Townsville 2019     |

## Rekorde

### Bestehende Rekorde
| Weltrekord         | USA (Andrew Valmon, Quincy Watts, Harry Reynolds, Michael Johnson)  | 2:54,29 min | Stuttgart, Deutschland                | 22. August 1993 |
| Olympischer Rekord | USA (LaShawn Merritt, Angelo Taylor, David Neville, Jeremy Wariner) | 2:55,39 min | Finale OS Peking, Volksrepublik China | 23. August 2008 |

Der bestehende olympische Rekord wurde bei diesen Spielen nicht erreicht. Mit der schnellsten Zeit, die Olympiasieger USA im Finale am 7. August mit 2:55,70 min erzielte, verfehlte diese Staffel den bestehenden olympischen Rekord nur um 31 Hundertstelsekunden. Zum Weltrekord fehlten 1,41 Sekunden.

### Rekordverbesserungen
Dreimal wurden Kontinentalrekorde gesteigert und sechsmal Landesrekorde verbessert.
- Kontinentalrekorde:
  - 2:58,33 min (Afrikarekord) – Botswana (Isaac Makwala, Baboloki Thebe, Zibane Ngozi, Bayapo Ndori), erster Vorlauf am 6. August
  - 2:59,37 min (Asienrekord) – Indien (Muhammed Anas, Noah Nirmal Tom, Arokia Rajiv, Amoj Jacob), zweiter Vorlauf am 6. August
  - 2:57,27 min (Afrikarekord) – Botswana (Isaac Makwala, Baboloki Thebe, Zibane Ngozi, Bayapo Ndori), Finale am 7. August
- Landesrekorde:
  - 2:58,91 min – Italien (Alessandro Sibilio, Vladimir Aceti, Edoardo Scotti, Davide Re), erster Vorlauf am 6. August
  - 2:59,06 min – Niederlande (Jochem Dobber, Terrence Agard, Tony van Diepen, Ramsey Angela), erster Vorlauf am 6. August
  - 3:00,76 min – Japan (Rikuya Itō, Kaitō Kawabata, Kentarō Satō, Aoto Suzuki), zweiter Vorlauf am 6. August
  - 2:57,18 min – Niederlande (Liemarvin Bonevacia, Terrence Agard, Tony van Diepen, Ramsey Angela), Finale am 7. August
  - 2:57,88 min – Belgien (Alexander Doom, Jonathan Sacoor, Dylan Borlée, Kevin Borlée), Finale am 7. August
  - 2:58,81 min – Italien (Davide Re, Vladimir Aceti, Edoardo Scotti, Alessandro Sibilio), Finale am 7. August

## Vorrunde
Die Vorrunde wurde in zwei Läufen durchgeführt. Für das Finale qualifizierten sich pro Lauf die ersten drei Staffeln (hellblau unterlegt). Darüber hinaus kamen die zwei Zeitschnellsten, die sogenannten Lucky Loser (hellgrün unterlegt), weiter.

### Lauf 1
6. August 2021, 20:25 Uhr (13:25 Uhr MESZ)
| Platz | Nation              | Besetzung                                                                               | Zeit (min) | Anmerkung |
| ----- | ------------------- | --------------------------------------------------------------------------------------- | ---------- | --------- |
| 1     | USA                 | Trevor Stewart (Vorlauf) Randolph Ross (Vorlauf) Bryce Deadmon Vernon Norwood (Vorlauf) | 2:57,77    | SB        |
| 2     | Botswana            | Isaac Makwala Baboloki Thebe Zibane Ngozi Bayapo Ndori                                  | 2:58,33    | AF        |
| 3     | Trinidad und Tobago | Deon Lendore Jereem Richards Machel Cedenio Dwight St. Hillaire                         | 2:58,60    | SB        |
| 4     | Italien             | Alessandro Sibilio Vladimir Aceti Edoardo Scotti Davide Re                              | 2:58,91    | NR        |
| 5     | Niederlande         | Jochem Dobber (Vorlauf) Terrence Agard Tony van Diepen Ramsey Angela                    | 2:59,06    | NR        |
| 6     | Großbritannien      | Cameron Chalmers Joe Brier Lee Thompson Michael Ohioze                                  | 3:03,29    | SB        |
| 7     | Tschechien          | Patrik Šorm Pavel Maslák Michal Desenský Vít Müller                                     | 3:03,61    |           |
| 8     | Deutschland         | Marvin Schlegel Luke Campbell Jean Paul Bredau Manuel Sanders                           | 3:03,62    |           |

### Lauf 2

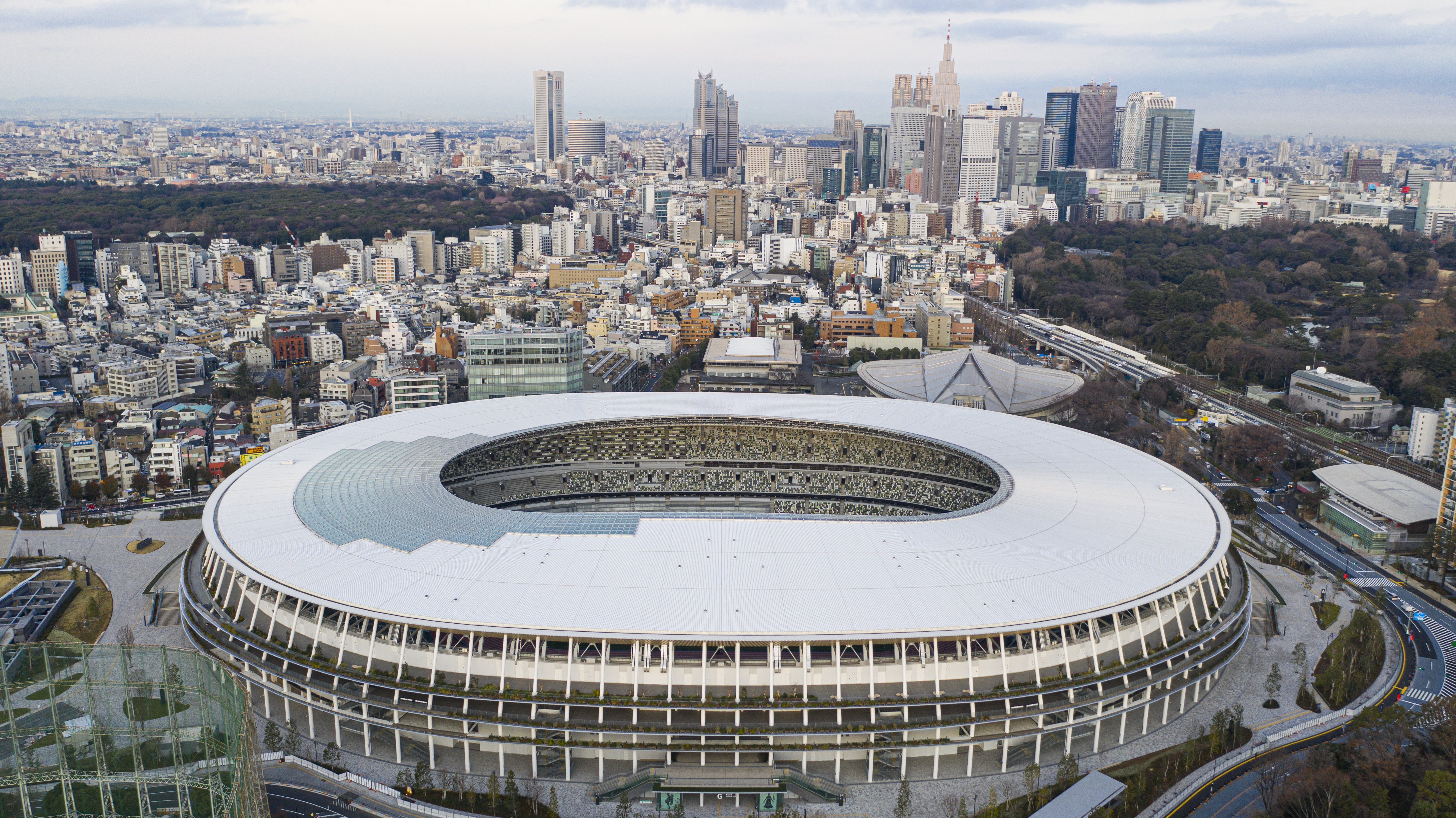
Das Nationalstadion im Jahr 2020

6. August 2021, 20:37 Uhr (13:37 Uhr MESZ)
| Platz | Nation     | Besetzung                                                                 | Zeit (min) | Anmerkung |
| ----- | ---------- | ------------------------------------------------------------------------- | ---------- | --------- |
| 1     | Polen      | Dariusz Kowaluk Karol Zalewski Jakub Krzewina (Vorlauf) Kajetan Duszyński | 2:58,55    | SB        |
| 2     | Jamaika    | Demish Gaye Jaheel Hyde Karayme Bartley (Vorlauf) Nathon Allen            | 2:59,29    | SB        |
| 3     | Belgien    | Alexander Doom Jonathan Sacoor Dylan Borlée Jonathan Borlée               | 2:59,37    | SB        |
| 4     | Indien     | Muhammed Anas Noah Nirmal Tom Arokia Rajiv Amoj Jacob                     | 3:00,25    | AS        |
| 5     | Japan      | Rikuya Itō Kaitō Kawabata Kentarō Satō Aoto Suzuki                        | 3:00,76    | NR        |
| 6     | Frankreich | Thomas Jordier Muhammad Kounta Ludovic Ouceni Gilles Biron                | 3:00,81    | PB        |
| 7     | Südafrika  | Lythe Pillay Zakithi Nene Ranti Dikgale Thapelo Phora                     | 3:01,18    | SB        |
| 8     | Kolumbien  | Jhon Perlaza Diego Palomeque Raúl Mena Jhon Solís                         | 3:03,20    | SB        |

## Finale

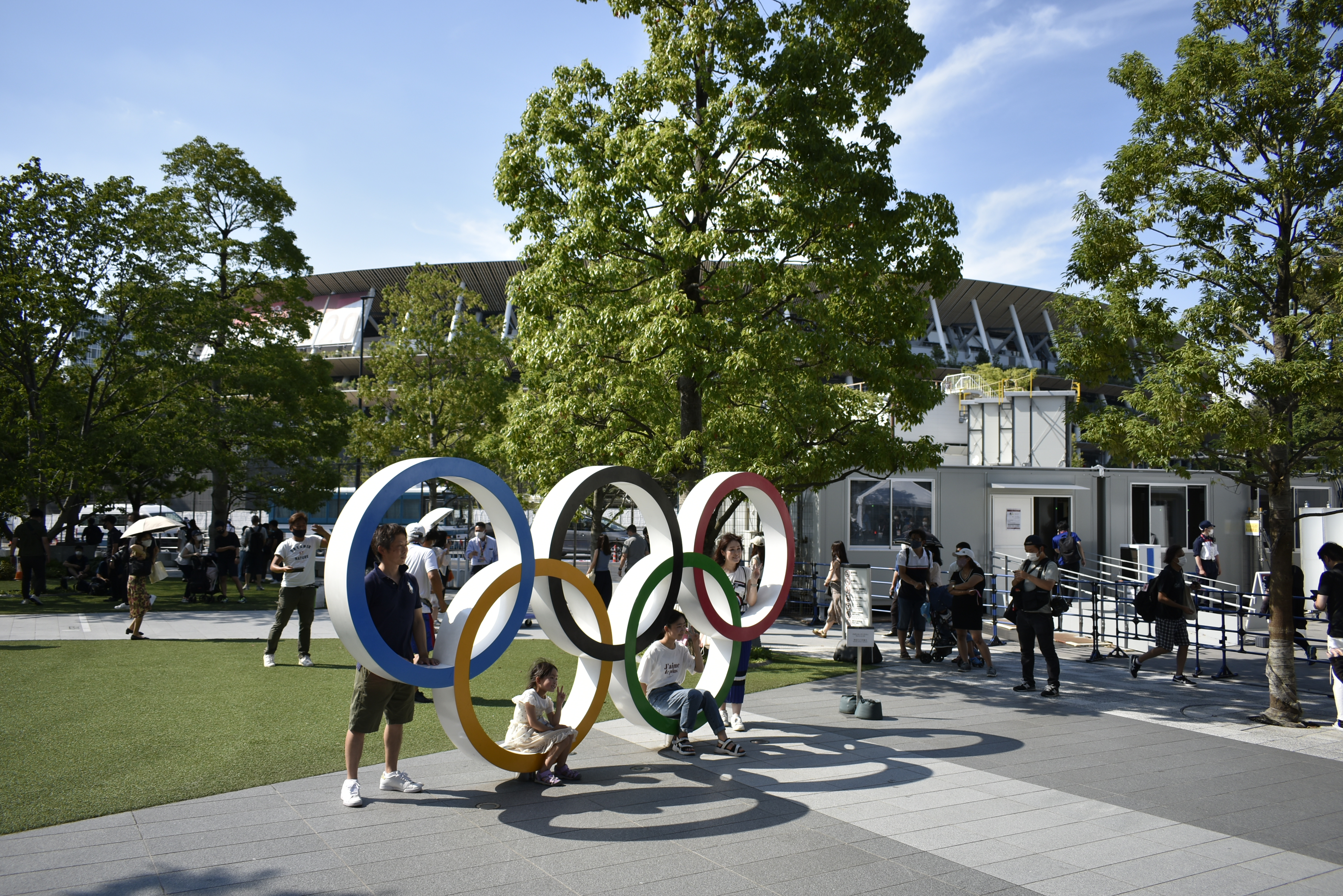
Am Eingang des Nationalstadions zu Beginn der Spiele von Tokio

7. August 2021, 21:50 Uhr (14:50 Uhr MESZ)
| Platz | Nation              | Besetzung | Zeit (min) | Anmerkung |
| ----- | ------------------- | --- | ---------- | --------- |
| 1     | USA                 | Michael Cherry (Finale) Michael Norman (Finale) Bryce Deadmon Rai Benjamin (Finale) im Vorlauf außerdem: Trevor Stewart Randolph Ross Vernon Norwood | 2:55,70    | SB        |
| 2     | Niederlande         | Liemarvin Bonevacia (Finale) Terrence Agard Tony van Diepen Ramsey Angela im Vorlauf außerdem: Jochem Dobber                                         | 2:57,18    | NR        |
| 3     | Botswana            | Isaac Makwala Baboloki Thebe Zibane Ngozi Bayapo Ndori                                                                                               | 2:57,27    | AF        |
| 4     | Belgien             | Alexander Doom Jonathan Sacoor Dylan Borlée Kevin Borlée                                                                                             | 2:57,88    | NR        |
| 5     | Polen               | Dariusz Kowaluk Karol Zalewski Mateusz Rzeźniczak (Finale) Kajetan Duszyński im Vorlauf außerdem: Jakub Krzewina                                     | 2:58,46    | SB        |
| 6     | Jamaika             | Demish Gaye Christopher Taylor (Finale) Jaheel Hyde Nathon Allen im Vorlauf außerdem: Karayme Bartley                                                | 2:58,76    | SB        |
| 7     | Italien             | Davide Re Vladimir Aceti Edoardo Scotti Alessandro Sibilio                                                                                           | 2:58,81    | NR        |
| 8     | Trinidad und Tobago | Deon Lendore Jereem Richards Dwight St. Hillaire Machel Cedenio                                                                                      | 3:00,85    |           |

Gegenüber den Vorläufen gab es folgende Besetzungsänderungen:
- USA – Michael Cherry, Michael Norman, und Rai Benjamin für Trevor Stewart, Randolph Ross und Vernon Norwood
- Niederlande – Liemarvin Bonevacia für Jochem Dobber
- Polen – Mateusz Rzeźniczak für Jakub Krzewina
- Jamaika – Christopher Taylor für Karayme Bartley

Die US-amerikanische Staffel ging zwar als Favorit in dieses Rennen, schien jedoch nicht ganz so stark besetzt zu sein wie bei anderen olympischen Entscheidungen zuvor. Im 400-Meter-Einzelrennen hatte es keine Medaille für die US-Athleten gegeben, außerdem war mit Rai Benjamin ein 400-Meter-Hürdenspezialist als Schlussläufer eingesetzt.
Isaac Makwala brachte die Staffel Botswanas mit einer Zeit von unter 44 Sekunden auf der Startrunde an die Spitze, die USA lag fast vier Zehntelsekunden dahinter auf dem zweiten Rang. Der US-Amerikaner Michael Norman zog auf dem zweiten Abschnitt zwar vorbei an Botswanas Läufer Baboloki Thebe, doch schlossen jetzt die Quartette aus Polen mit Karol Zalewski, den Niederlanden mit Terrence Agard und Jamaika mit Christopher Taylor deutlich auf. Weniger als eine Sekunde trennte die sieben besten Teams voneinander, als Norman an Bryce Deadmon übergab, dicht gefolgt von Zibane Ngozi aus Botswana, Mateusz Rzezniczak aus Polen und Tony van Diepen aus den Niederlanden. Deadmon konnte die US-Führung jetzt ausbauen. Van Diepen zog für die Niederlande beim Wechsel mit Ngozi aus Botswana gleich. Dylan Borlee hatte mit einem starken Auftritt Belgien derweil vom sechsten auf den vierten Platz gebracht.
Vor der Schlussrunde war der Kampf um die Medaillen noch nicht entschieden, dazu waren die Abstände zu knapp. Nur die USA hatten sich ganz vorn absetzen können. Rai Benjamin baute den Vorsprung seines Teams mit jedem Schritt noch weiter aus. Mit einer sehr schnellen letzten Runde (ca. 43,4 s) überquerte er die Ziellinie in 2:55,70 min, der schnellsten Zeit über 4-mal 400 Meter seit dreizehn Jahren. Ramsey Angela verteidigte den zweiten Platz für die Niederländer, die mit 2:57,18 min ihren Landesrekord aus dem Vorlauf noch einmal steigerten. Ebenso verbesserte Botswana mit 2:57,27 min den afrikanischen Rekord, den das Team zuvor im Vorlauf selber aufgestellt hatte, und gewann die Bronzemedaille. Belgien wurde Vierter in 2:57,88 min (ebenfalls Landesrekord). Dahinter erreichten Polen (2:58,46 min), Jamaika (2:58,76 min) und Italien (2:58,81 min – Landesrekord) alle unterhalb von drei Minuten das Ziel.
Mit vier Teams unterhalb von 2:58 min, sieben Teams unterhalb von 2:59 min und acht Teams unterhalb von 3:01 min, war dies das in der Summe schnellste 4-mal-400-Meter-Rennen der Leichtathletikgeschichte bis dahin.
Die Niederlande und Botswana gewannen jeweils ihre ersten Medaillen bei Olympischen Spielen in diesem Wettbewerb.

## Video
- Men’s 4×400m – Athletics, Final – Highlights, Olympic Games – Tokyo 2020, youtube.com, abgerufen am 22. Mai 2022